# Poblado amurallado de s'Hospitalet Vell
s'Hospitalet Vell es el nombre con el que es denominado el núcleo de hábitat talayótico situado dentro de esta posesión que se encuentra en el municipio español de Manacor, muy cerca de la costa oriental de la isla de Mallorca, a la altura del núcleo urbano de Calas de Mallorca.
En la antigüedad los puntos de la costa accesibles por mar y cercanos al poblado debían ser Cala Virgili, al este, y Cala Antena, al sureste, ambas a 2 km de s'Hospitalet Vell.
La singularidad del poblado viene dada por la presencia de un edificio rectangular de arquitectura ciclópea muy diferente de la de los talayots. El edificio ha sido objeto de atención por parte de la comunidad científica por su posible relación con el reclutamiento de tropas mercenarias especialmente en el siglo III a. C. Además de este edificio singular, el yacimiento presenta restos de una muralla y de dos talayots en muy buen estado de conservación, uno circular y otro cuadrado, este último con restos de su cubierta de losas de piedra, lo que lo convierte en uno de los escasos ejemplos de cubiertas conservadas en el mundo talayótico. Además, el yacimiento, objeto de una adecuación para la visita los años 2005-06, presenta una fase naviforme anterior y reocupación de la Antigüedad tardía y de Época medieval.